# 贝岗湿地公园
贝岗湿地公园是广东省广州市番禺区的一个区级湿地公园，位于广州大学城小谷围岛西北角、外环路以北，毗邻中山大学广州校区东校园及广东外语外贸大学（大学城校区），东以江沥海河涌与长洲岛相隔，北以珠江后航道官洲水道与海珠区仑头村相望，占地约38.4公顷。

## 历史
该地原属新造镇贝岗村南约，广州大学城开发后被建成池塘和绿地，仅余下贝岗南约码头，因地处偏僻，人迹罕至。2016年，番禺区城管局在此基础上兴建贝岗湿地公园，对公园范围内道路进行修整，对部分景观进行改造升级，完善基础设施及指示标识系统等。贝岗湿地公园也是小谷围岛三个湿地公园中唯一可供游人垂钓的公园。2024年，广州市投入近2000万元，新建连接广州大学城内湾咀头湿地公园与贝岗湿地公园的碧道，全长7.1公里。